# Ципала
Ципала, Цыпала (рум. Ţipala) — село в Яловенском районе Молдавии. Является административным центром коммуны Ципала, включающей также сёла Бэлцаць и Будэй.

## География
Село расположено на высоте 92 метра над уровнем моря.

## Население
По данным переписи населения 2004 года, в селе Ципала проживает 3609 человек (1744 мужчины, 1865 женщин).
Этнический состав села:
| Национальность | Число жителей | Процентный состав |
| -------------- | ------------- | ----------------- |
| молдаване      | 3542          | 98,14             |
| румыны         | 41            | 1,14              |
| русские        | 8             | 0,22              |
| украинцы       | 6             | 0,17              |
| цыгане         | 6             | 0,17              |
| болгары        | 2             | 0,06              |
| прочие         | 4             | 0,11              |
| Всего          | 3609          | 100 %             |